# Kazimierz Bein
Pour les articles homonymes, voir Kabe (homonymie).
Kazimierz Bein (29 février 1872 - 15 juin 1959), plus connu par les espérantistes sous le pseudonyme Kabe, est un ophtalmologiste et espérantiste polonais.

## Biographie

### Jeunesse
Kazimierz Bein nait le 29 février 1872 à Sierżnia, alors dans l’Empire russe, de Aleksander Bein, propriétaire foncier, curateur et insurgé de janvier, et Berta Bein, née Toeplitz,. D’origine juive, sa famille est de confession catholique. Après ses études secondaires, il intègre en 1891 la faculté de médecine de l’Université de Varsovie. En avril 1894, il participe à une manifestation politique à Varsovie à l’occasion du centenaire de l’insurrection de Kościuszko et est exilé deux ans à Iekaterinbourg, où il travaille comme correspondant commercial. En 1896, à la fin de son exil, il reprend ses études de médecine à l’Université fédérale de Kazan et obtient son diplôme le 13 octobre 1899,.

### Carrière médicale
En 1900, Kazimierz Bein revient à Varsovie et travaille comme assistant à l’Institut Ophtalmique (pl) de Varsovie. Il perfectionne ses connaissances dans des cliniques parisiennes de 1904 à 1905. Il travaille ensuite comme ophtalmologiste de 1908 à 1920, puis comme chef de service[pas clair] à l’Institut Ophtalmique, de 1926 à 1934. À partir de 1934, il est conseiller honoraire dans ce même Institut.
Il écrit 24 études d’ophtalmologie et donne plusieurs cours[Où ?].
En 1908, il cofonde la Société ophtalmologique de Varsovie dont il est vice-président en 1915, puis président en 1916. En 1956, il est fait membre honoraire de la Société ophtalmologie polonaise.

### Insurrection, déménagement et fin de vie
En 1944, il participe à l’insurrection de Varsovie et déménage à Łódź en février 1945 où il travaille à la Croix-Rouge polonaise et dans un centre de santé.
Il meurt le 15 juin 1959 à Łódź.

## Kabe et l’espéranto
Il fut l'un des écrivains  qui a le plus œuvré pour donner un style à la littérature espérantophone des débuts. On le considérait comme le meilleur styliste durant les premiers temps de l'espéranto. Son style fluide et facile (il évitait autant que possible les temps composés à la forme active) a eu une influence considérable sur l'évolution de la langue ; après Zamenhof il est l'auteur le plus cité dans la Plena Analiza Gramatiko qui est à l'espéranto ce que Le Bon Usage de Grevisse est à la langue française.
Il s'est rendu célèbre par sa traduction du roman de Sieroszewski Fundo de l' Mizero (Le fin fond de la misère), parue en 1904 dans la revue Lingvo Internacia et celle du roman de Prus, La faraono (Le Pharaon). On lui doit aussi le Vortaro de Esperanto, dictionnaire d'espéranto. Il devint vice-président de l'Académie d'espéranto en 1906.
Il connaissait plusieurs langues et, selon lui, pour avoir un bon style, il était nécessaire de connaître au moins trois langues différentes. Il pensait également que les travaux de traduction étaient beaucoup plus profitables à l'espéranto que l'écriture directe dans cette langue, car l'écrivain qui utilise directement la langue peut toujours s'en sortir en se contentant de ne pas utiliser d'expressions difficiles ou en trouvant d'autres solutions pour exprimer ce qu'il souhaite. Une telle opinion se justifiait pleinement à une époque où la langue en était à ses débuts et où il restait encore beaucoup à créer pour lui donner son style propre.
En 1911 il abandonna brutalement le mouvement espérantiste sans en donner les raisons. On a supposé que cela était dû à un désaccord avec différentes personnes (entre autres Grabowski et Zakrzewski), cependant lui-même a expliqué en 1931 (Literatura Mondo, page 144) qu'il pensait que l'espéranto ne progressait pas assez rapidement.
Son pseudonyme (Kabe) est à l'origine du verbe kabei, qui, en espéranto, signifie « faire comme Kabe, qui, après avoir été un espérantiste actif, a subitement abandonné le mouvement ».

## Œuvres
- Vortaro de Esperanto (dictionnaire en espéranto)

Traductions
- Fundo de l'mizero, (Le Fond de la misère) roman historique de Wacław Sieroszewski
- La Faraono de Bolesław Prus
- La interrompita kanto de Eliza Orzeszkowa
- Pola Antologio
- Versaĵoj en prozo  de Ivan Tourgueniev
- Patroj kaj filoj de Ivan Tourgueniev
- Elektitaj fabeloj (Contes choisis) des frères Grimm
- Internacia Krestomatio
- Unua legolibro (Premier livre de lecture)
- La lasta de Władysław Reymont